# 許國瓚
許國瓚（1552年—1610年），字鼎卿，福建泉州府晉江縣人，軍籍，明朝政治人物。

## 生平
萬曆四年（1576年）丙子科福建鄉試第十七名舉人，五年（1577年）中式丁丑科會試第二百十五名，二甲第十八名進士。授南京礼部祠祭司主事，改户部，监兑苏松，催督有法，官民称便。歷升廣東按察司佥事，十七年十月升貴州左參議，以内艰归。十一月吏科都给事中陈与郊等参劾其与参政徐應奎隐庇徐闻县极贪知县陆荣所，被贬官。服除，起复郴州知州，迁南京户部员外郞，出官廣西桂林府知府，萬曆三十一年（1603年）三月陞廣西副使，整飭右江兵巡道。升廣西參政，三十七年八月升山東按察使，三十八年三月升江西右布政使，未任卒于山東。

## 家族
曾祖許純，壽官；祖父許鳳；父許執中，字順可，號惕吾。母丘氏。重慶下。兄許國誠（隆慶庚午舉人，癸未進士），弟許國誼、許國謨。